# 1001 هـ
ألف وواحد 1001 هـ هي سنة في التقويم الهجري امتدت مقابلةً في التقويم الميلادي بين سنتي 1592 و1593.

## مواليد
- الحاج قاسم العمري
- خليل بن الغازي القزويني

## وفيات
- حسين المجتهد الكركي